# Леклерк, Роджер
Роджер Элвин Леклерк (англ. Roger Alvin LeClerc; 1 октября 1936, Спрингфилд, Массачусетс — 21 января 2021) — американский футболист. Играл на позициях кикера, центра и лайнбекера. Большую часть профессиональной карьеры провёл в составе клуба «Чикаго Беарс». Чемпион НФЛ 1963 года.
На студенческом уровне играл за команду Тринити-колледжа. На драфте НФЛ 1957 года выбран в пятнадцатом раунде. В 2019 году избран в Зал спортивной славы колледжа.

## Биография
Роджер Леклерк родился 1 октября 1936 года в Спрингфилде в Массачусетсе. После окончания школы поступил в Тринити-колледж в Хартфорде, играл за его футбольную и бейсбольную команды. На драфте НФЛ 1959 года выбран в пятнадцатом раунде под общим 177 номером клубом «Чикаго Беарс». При подписании контракта получил бонус в размере 8 тысяч долларов.
В составе «Чикаго» выступал в течение семи сезонов с 1960 по 1966 год, проведя за это время 96 матчей. Играя кикером, забил 50 % филд-голов и реализовал 96,2 % экстрапойнтов. В финале чемпионата НФЛ 1963 года, который «Беарс» выиграли у «Нью-Йорк Джайентс» 14:10, не забил два филд-гола. В 1965 году реализовал 52 экстрапойнта, что на начало 2021 года является лучшим результатом в истории клуба. Также выходил на поле на позициях центра и центрального лайнбекера. Спортивную карьеру завершил в 1967 году в составе «Денвер Бронкос», ранее выбравших его на драфте АФЛ.
После окончания спортивной карьеры работал учителем математики в старшей школе города Агауэм в Массачусетсе. В 1982 году в течение одного сезона занимал пост главного тренера команды университете штата Массачусетс в Уэстфилде. В 2019 году вошёл в число первых одиннадцати членов Зала спортивной славы Тринити-колледжа.
Скончался 21 января 2021 года в возрасте 84 лет.

### Статистика выступлений в НФЛ
| Сезон | Команда        | Игры | Кикер | Кикер | Кикер | Кикер | Кикер | Кикер | Пантер | Пантер | Пантер |
| Сезон | Команда        | Игры | XPM   | XPA   | XP%   | FGM   | FGA   | FG%   | Punts  | Yds    | Y/A    |
| ----- | -------------- | ---- | ----- | ----- | ----- | ----- | ----- | ----- | ------ | ------ | ------ |
| 1960  | Чикаго Беарс   | 12   | 0     | 0     | 0,0   | 0     | 0     | 0,0   | —      | —      | —      |
| 1961  | Чикаго Беарс   | 14   | 40    | 41    | 97,6  | 10    | 24    | 41,7  | —      | —      | —      |
| 1962  | Чикаго Беарс   | 14   | 36    | 40    | 90,0  | 13    | 27    | 48,1  | —      | —      | —      |
| 1963  | Чикаго Беарс   | 14   | 0     | 0     | 0,0   | 13    | 23    | 56,5  | —      | —      | —      |
| 1964  | Чикаго Беарс   | 14   | 0     | 0     | 0,0   | 10    | 16    | 62,5  | —      | —      | —      |
| 1965  | Чикаго Беарс   | 14   | 52    | 52    | 100,0 | 11    | 26    | 42,3  | —      | —      | —      |
| 1966  | Чикаго Беарс   | 14   | 24    | 25    | 96,0  | 18    | 30    | 60,0  | —      | —      | —      |
| 1967  | Денвер Бронкос | 8    | 2     | 2     | 100,0 | 1     | 6     | 16,7  | —      | —      | —      |
| Всего | Всего          | 104  | 154   | 160   | 96,3  | 76    | 152   | 50,0  | —      | —      | —      |